# Elizabeth Percy, Duquesa de Northumberland
Elizabeth Percy, nascida Elizabeth Seymour (26 de novembro de 1716 — 5 de dezembro de 1776) foi uma nobre britânica. Ela herdou o título suo jure 2.º baronesa Percy como sucessora de seu pai. Também foi condessa e duquesa de Northumberland pelo seu casamento com Hugh Percy, 1.º Duque de Northumberland.

## Família
Elizabeth foi a única filha e segunda criança nascida de Algernon Seymour, 7.º Duque de Somerset e de Frances Thynne. Seus avós paternos eram Charles Seymour, 6.° Duque de Somerset e Elizabeth Percy. Seus avós maternos eram Henry Thynne, um membro do Parlamento, cujo pai era Thomas Thynne, 1.° Visconde Weymouth, e Grace Strode.
Ela tinha um único irmão, George Seymour, Visconde Beauchamp, que morreu aos 19 anos de idade, sem filhos.

## Biografia
Em 16 de julho de 1740, aos 23 anos de idade, Elizabeth Seymour casou-se com o então Hugh Smithson, 4.° baronete Smithson de Stanwick, filho de Langdale Smithson e Philadelphia Reveley.
Após a morte de seu pai, em 7 de fevereiro de 1750, Elizabeth tornou-se baronesa Percy. No mesmo ano, Hugh adquiriu o condado de Northumberland, e mudou o nome da família de Smithson para Percy. 
Em 22 de outubro de 1766, ela tornou-se duquesa quando o seu marido foi criado o primeiro duque de Northumberland.
De 1761 a 1770, a duquesa Elizabeth ocupou a posição na corte real de Lady of the Bedchamber, um tipo de dama de companhia, da rainha Carlota de Meclemburgo-Strelitz.
Eles tiveram três filhos, uma menina e dois meninos. Hugh teve um filho ilegítimo, James Smithson, o fundador do Instituto Smithsoniano.
Elizabeth faleceu em 5 de dezembro de 1766, aos 60 anos de idade. A duquesa e o duque de Northumberland, o duque de Somerset, pai de Elizabeth, assim como outros membros da família Percy, estão enterrados no Jazigo de Northumberland, dentro da Abadia de Westminster, em Londres.

## Legado
Extratos retirados do diário de Elizabeth foram publicados por James Greig, em 27 de novembro de 1926, na revista britânica The Spectator.

## Descendência
- Elizabeth Anne Frances Percy, enterrada na Abadia de Westminster;
- Hugh Percy, 2.º Duque de Northumberland (14 de agosto de 1742 – 10 de julho de 1817), tenente-general do exército britânico, participou das Batalhas de Lexington e Concord e da Batalha de Long Island, parte da Guerra de Independência dos Estados Unidos. Foi casado primeiramente com Anne Stuart, de quem não teve filhos. Após seu divórcio, casou-se com Frances Julia Burrell, de quem teve cinco filhos;
- Algernon Percy, 1.º Conde de Beverley (21 de janeiro de 1749/50 – 21 de outubro de 1830), barão Lovaine como sucessor do pai, e um membro do Parlamento. Foi casado com Susan Isabella Burrell, com quem teve dez filhos.